# Шафранка
Шафранката (Carthamus tinctorius) е силно разклонено тревисто едногодишно растение, подобно на магарешки трън, обикновено с много дълги остри бодили на листата. 

## Особености
Растенията са от 30 до 150 cm високи с кълбовидни цветни главички (капитули) и обикновено яркожълти, оранжеви или червени цветове, които цъфтят през юли. Всеки клон обикновено има от 1 до 5 цветни главички, съдържащи 15 до 20 семена всяка. Шафранката има силен главен корен, който ѝ дава възможност да оцелява в сухи климати, но растението е много чувствително към мраз от поникването до зрелостта.

## Отглеждане и използване
Шафранката е една от най-старите култури, отглеждани от човека, но в наши дни е от второстепенно значение, с годишно стопанско производство от около 600 000 т в повече от 60 страни по целия свят. Водещи производители са Индия, САЩ и Мексико, а Етиопия, Казахстан, Китай, Аржентина и Австралия произвеждат по-голямата част от остатъка.
В миналото шафранката е отглеждана заради цветовете си, използвани за оцветяване и овкусяване на храни и за производство на лекарства и на червени и жълти багрила, особено преди да се появят по-евтините анилинови багрила. Цветовете на шафранката понякога се използват като евтин заместител на шафрана. Семената ѝ също се използват много често като алтернатива на слънчогледовото семе в хранилките за птици, тъй като катериците не го обичат.
През последните 50-ина години растението се отглежда главно заради растителното масло, което се получава от семената му. Шафранковото масло е безвкусно и безцветно. По хранителна стойност е близко до слънчогледовото олио. Използва се главно за готвене, в салати и за производство на маргарин. Може да се приема и като хранителна добавка. Шафранковото масло се използва също в живописта и бояджийството вместо ленено масло (безир), особено с бяло, тъй като няма жълтеникавия оттенък на безира.
Има 2 типа шафранка, които дават различни видове олио: единият е с високо съдържание на мононенаситена мастна киселина (олеинова киселина), а другият – с високо съдържание на полиненаситена мастна киселина (линолова киселина). Понастоящем преобладава пазарът на първия вид (предлага се под името шафран, въпреки че това е поначало име на друго растение и продуктите му), който е с по-малко наситени и с повече мононенаситени мастни киселини например от зехтина. Този вид е подходящ за готвене и е по-полезен.